# C25H44
化学式C25H44（摩尔质量：344.62 g/mol，不饱和度为4）可能指：
- 正十九烷基苯，CAS号：29136-19-4
- 正十八烷基甲苯
  - 正十八烷基邻甲苯，CAS号：94135-42-9 
  - 正十八烷基对甲苯，CAS号：94135-41-8
- 四环己基甲烷，CAS号：1593-07-3

|  | 这个同类索引页列出了具有相同分子式的化学物（即同分異構體）条目。 除非您是有意链接至本页，否则应将相应条目的内部链接指向正确的条目。 |